# Goldacker
Goldacker ist der Name eines alten thüringischen Adelsgeschlechtes, das in Thüringen und der Neumark ansässig war.

## Geschichte
Erstmals wird das Geschlecht mit Siegmund 1119 zu Göttingen erwähnt, der einem Turnier beigewohnt haben soll. Die Stammreihe beginnt – der Sage nach – mit John von Goldacker, der 1221 mit der „heiligen Elisabeth“ aus Kärnten nach Thüringen kam. Mit dessen Enkel Hermann Goltakker, Hofmarschall beim Thüringer Landgrafen Friedrich, erscheint die Familie 1316 erstmals urkundlich.
Der Oberst Hartmann von Goldacker beschütze 1642 die Stadt Naumburg vor den Schwedischen Truppen. Friedrich Wilhelm Albert von Goldacker gehörte 1752 dem Naumburger Domkapitel an.
In der St. Ulrici Kirche von Weberstedt befinden sich sechs Epitaphe der Familie, darunter die des Georg Wolf v. Goldacker († 1596) und seiner Gemahlin Barbara, geb. von Nesselrod († 1584), sowie des Albrecht Goldacker († 1610).

## Besitzungen

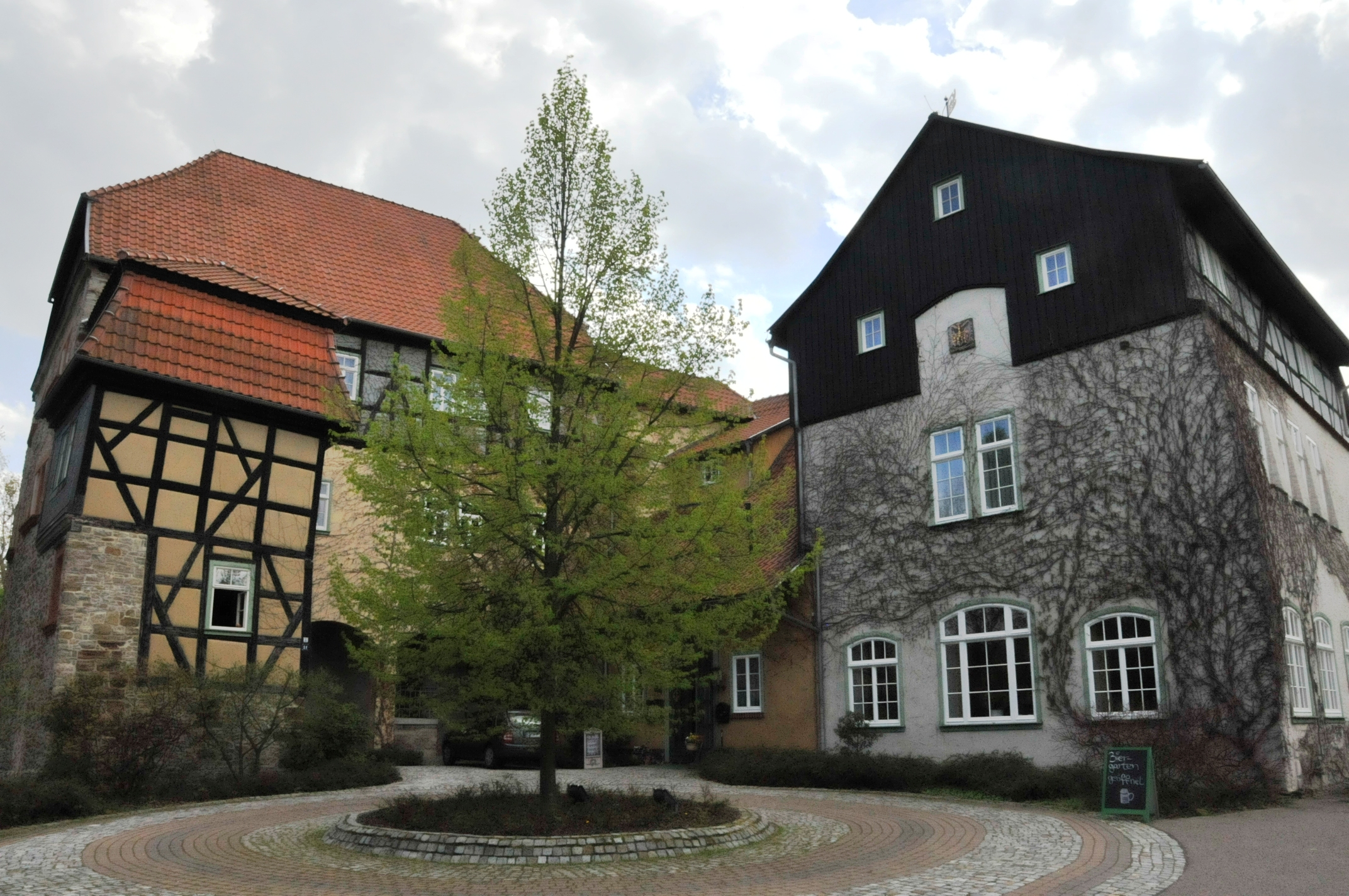
Schloss Goldacker in Weberstedt

Die Familie hatte in Thüringen Güter in Alterstedt, Weberstedt, Tennstedt (1757) und Ufhoven (1725) und in der Neumark in Berlinchen (1639) und Clausdorf (1639). Über einige Generationen hielt das Adelsgeschlecht mit Görzke II und Mahlsdorf auch Besitzungen im Hohen Fläming.

## Wappen
Das Wappen ist geteilt, oben in Gold ein aus der Teilung wachsender schwarzer steigender Bock mit goldenen Hörnern, unten von Silber und Rot gespalten. Auf dem Helm ein wachsender Mann mit goldenem Umhang, weißem Bart und silbern gestulpter roter Tatarenmütze. Die Decken sind rechts Schwarz-Gold und links Rot-Gold.

### Historische Wappenbilder

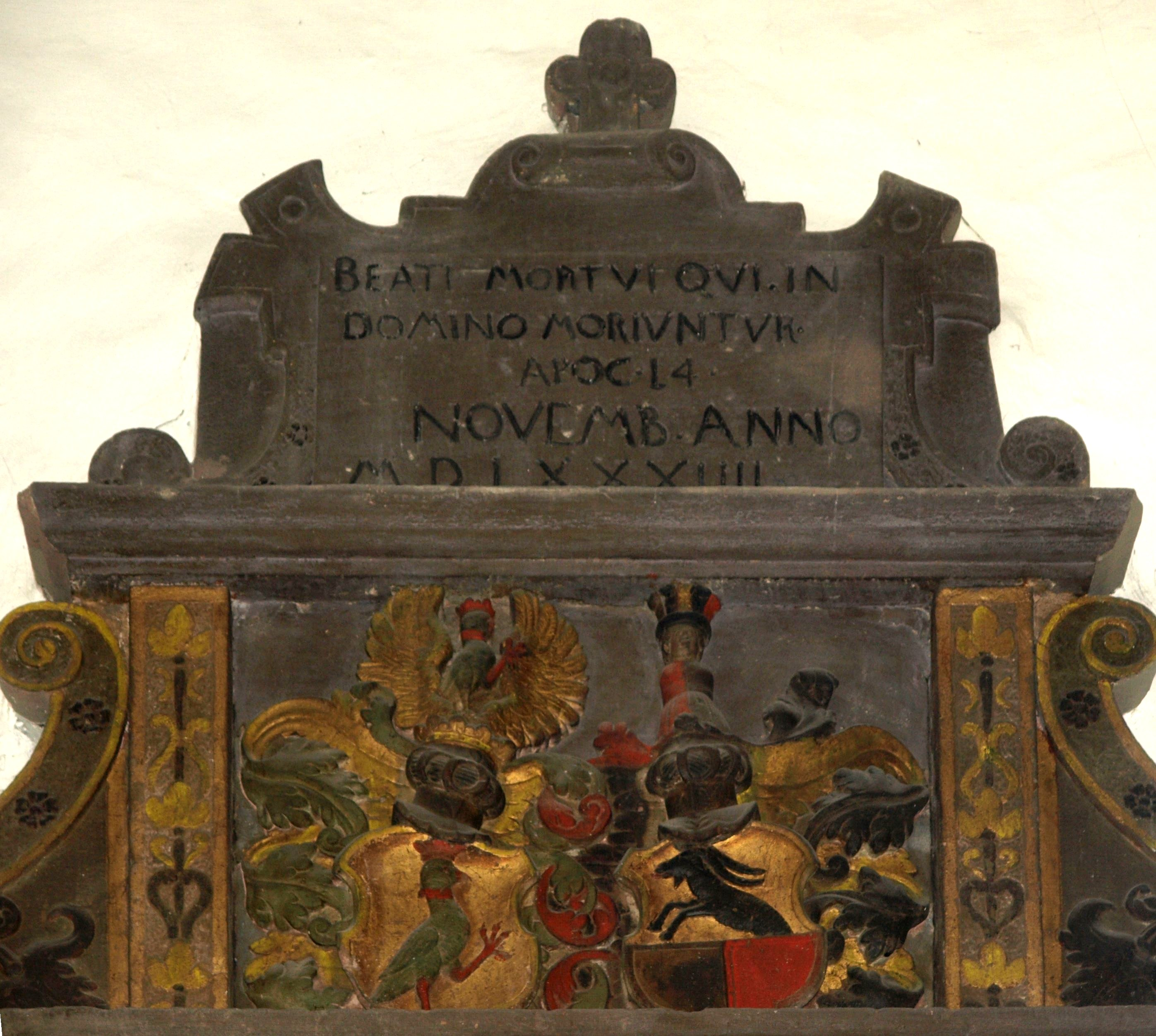
Rechts das Wappen der Familie von Goldacker am Grab von Eberhard von Buchenau und seiner Frau aus dem 16. Jahrhundert
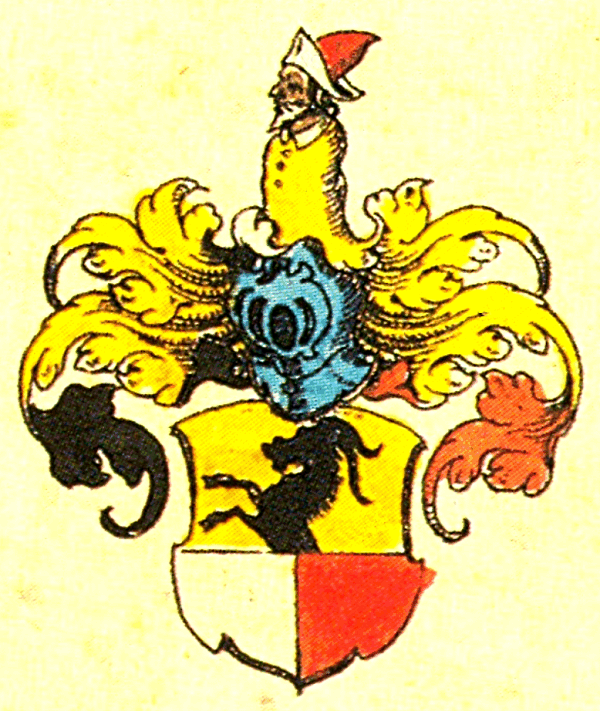
Wappen derer von Goldacker aus Siebmachers Wappenbuch von 1605
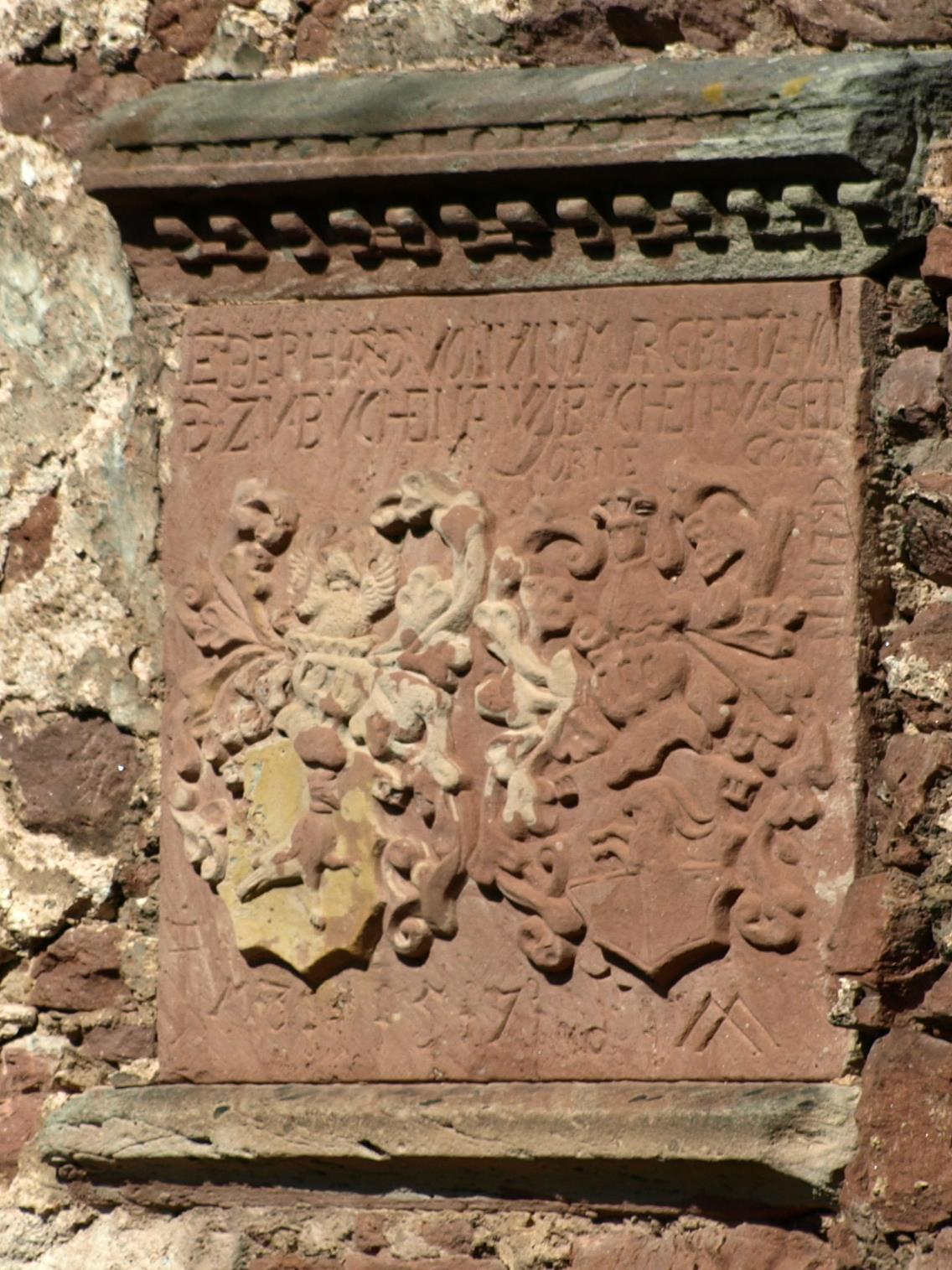
Rechts das Wappen der Familie von Goldacker am Schloss Buchenau

## Personen
- Christoph von Goldacker (* um 1500), der Ältere, auf Weberstedt, war Amtmann zu Tenneberg und Schosser zu Reinhardsbrunn
- Hartmann von Goldacker, Obrist im 30-jährigen Krieg, Herr auf Weberstedt
- Hermann von Goldacker, Obrist im 30-jährigen Krieg, Kommandant von Peitz
- Hans von Goldacker (1882 † 1957), deutscher Geschäftsmann, Rittergutsbesitzer und Politiker (DNVP).
- Albrecht von Goldacker († 1743), fürstl. sachsen-gothaischer Generalmajor zu Weberstedt
- Friedrich Wilhelm Albrecht von Goldacker (1740–1774), Oberhofgerichtsassessor in Leipzig und Domherr zu Naumburg (Saale)
- Otto von Goldacker (1792–1840), sächsischer Oberstleutnant
- Hermann von Goldacker (?), Landrat vom Landkreis Langensalza (1838–1846)
- Burkard Rudolph von Goldacker († 1783), kurbraunschweig. u. lüneb. Generalmajor und Kommandant zu Lüneburg
- Christian Wilibald von Goldacker (1721–1801), kursächsischer Generalmajor
- Julius Augustus von Goldacker (1673–1740), kursächsischer Generalmajor
- Christian August von Goldacker (1753–1826), kursächsischer Generalmajor